# Schwarze Breitflügelfledermaus

Skizze des Verbreitungsgebiets mit fälschlich dargestellten Populationen in Bolivien und Brasilien

Die Schwarze Breitflügelfledermaus (Neoeptesicus andinus) ist ein im südamerikanischen Bergland verbreitetes Fledertier in der Unterfamilie der Eigentlichen Glattnasen. Die Population zählte bis in die 1990er Jahre zur Brasilianischen Breitflügelfledermaus (Neoeptesicus brasiliensis). Für in Bolivien gefundene Exemplare, die anfänglich dieser Art zugerechnet wurden, ist die taxonomische Zugehörigkeit umstritten.

## Merkmale
Dieser kleine Gattungsvertreter ist ohne Schwanz 52 bis 62 mm lang, die Schwanzlänge beträgt 31 bis 39 mm und das Gewicht liegt bei 7 bis 10,5 g. Es sind 37 bis 44 mm lange Unterarme, Hinterfüße von 8 bis 11 mm Länge und 11 bis 16 mm lange Ohren vorhanden. Weibchen erreichen allgemein eine größere Statur. Auf der Oberseite sind die Haare überwiegend schwarzbraun mit leicht helleren Spitzen und die dunkelbraunen Haare der Unterseite besitzen lohfarbene Spitzen. Typisch sind schwarze Ohren, schwarze Flughäute und ein gut gewölbter Schädel. Der diploide Chromosomensatz enthält 50 Chromosomen (2n=50).

## Verbreitung
Die Schwarze Breitflügelfledermaus ist vom nördlichen Venezuela über Kolumbien und Ecuador bis ins zentrale Peru verbreitet. Sie bewohnt Hügelländer und die Anden zwischen 300 und 3300 Meter Höhe. Diese Fledermaus hält sich in Wolken- und Nebelwäldern, Galeriewäldern und anderen feuchten Bergwäldern auf.

## Lebensweise
Laut wenigen Studien sind die Exemplare in den ersten drei Stunden nach Sonnenuntergang aktiv. Sie jagen verschiedene Insekten und bevorzugen die Nähe von Wasserläufen oder anderen Wasserflächen. Ein Weibchen aus Peru war im August mit einem Embryo trächtig. Im nördlichen Teil des Verbreitungsgebiets hatten Weibchen zwischen Mai und August aktive Milchdrüsen. In Ecuador waren noch nicht ausgewachsene Individuen im Januar flugfähig.

## Gefährdung
Es liegen keine Bedrohungen vor. Die Gesamtpopulation wird als groß eingeschätzt, auch wenn genaue Werte fehlen. Die IUCN listet die Schwarze Breitflügelfledermaus als nicht gefährdet (least concern).